# Pont de Sully
Il Pont de Sully è un ponte di Parigi che attraversa la Senna mettendo in comunicazione il IV e il V arrondissement.
Fu così denominato in onore di Massimiliano di Béthune, duca di Sully, ministro di Enrico IV di Francia.
In realtà si tratta di due ponti allineati che attraversano la Senna avendo come estremità rispettivamente sinistra e destra la parte terminale a monte dell'île Saint-Louis. Le estremità sulla terraferma si trovano sulla riva destra in asse con il boulevard Henri-IV, sul quai d'Anjou,  e su quella sinistra con il boulevard Saint-Germain, all'incontro dei quai Saint-Bernard et de la Tournelle.

## Storia
Nel XIX secolo le due parti distinte di questo ponte erano chiamate passerelle Damiette, dal lato della riva destra e passerelle de Constantine, dal lato della riva sinistra. Si trattava di due passerelle sospese costruite da Surville. La prima fu distrutta durante la rivoluzione del 1848, l'altra, costruita tra il 1836 e il 1838, crollò a seguito della corrosione dei suoi cavi nel 1872.
Il ponte attuale fu costruito nel 1876, nel contesto dei grandi lavori del barone Haussmann, e inaugurato il 25 agosto 1877.

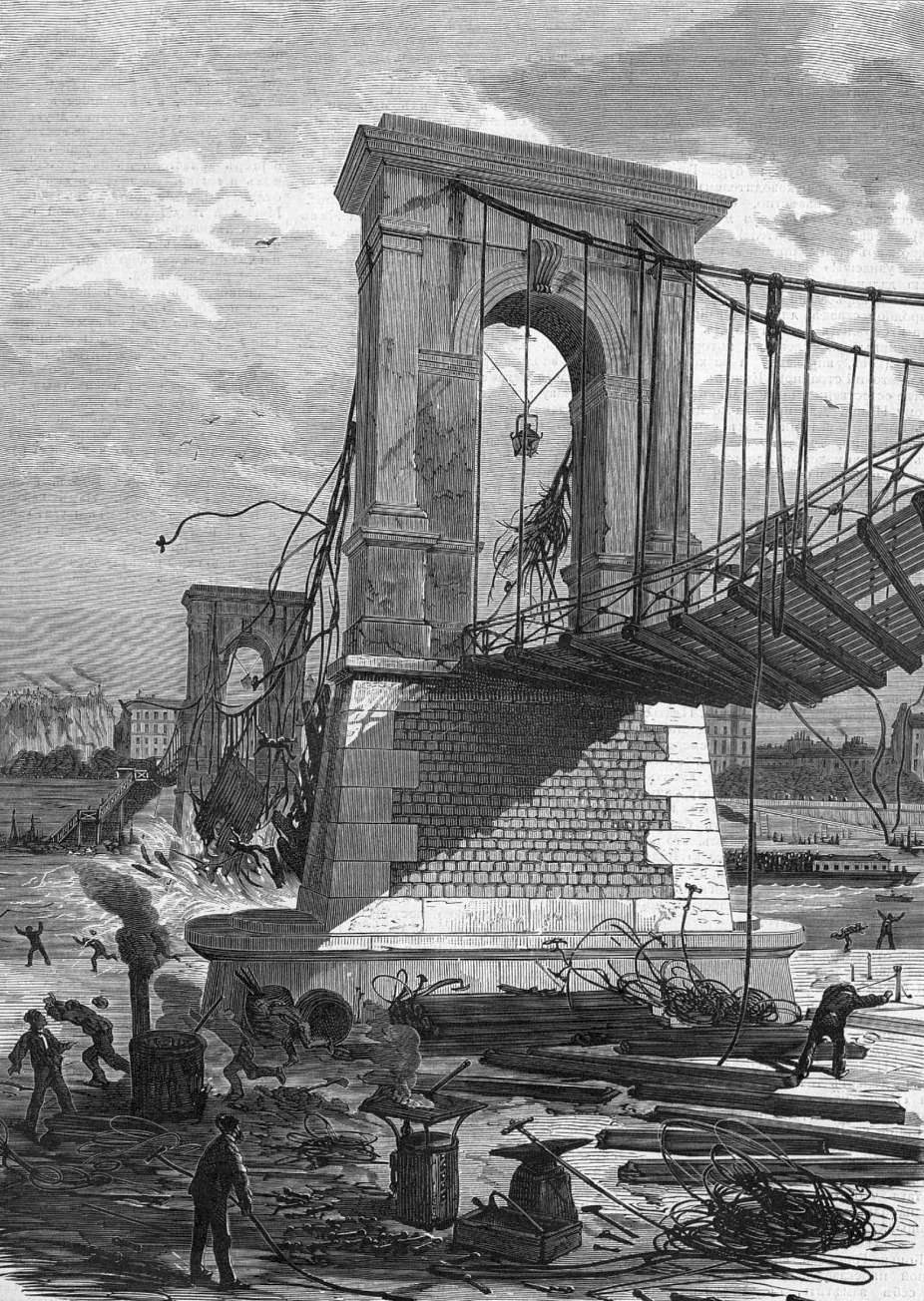
Il crollo del ponte nel 1872
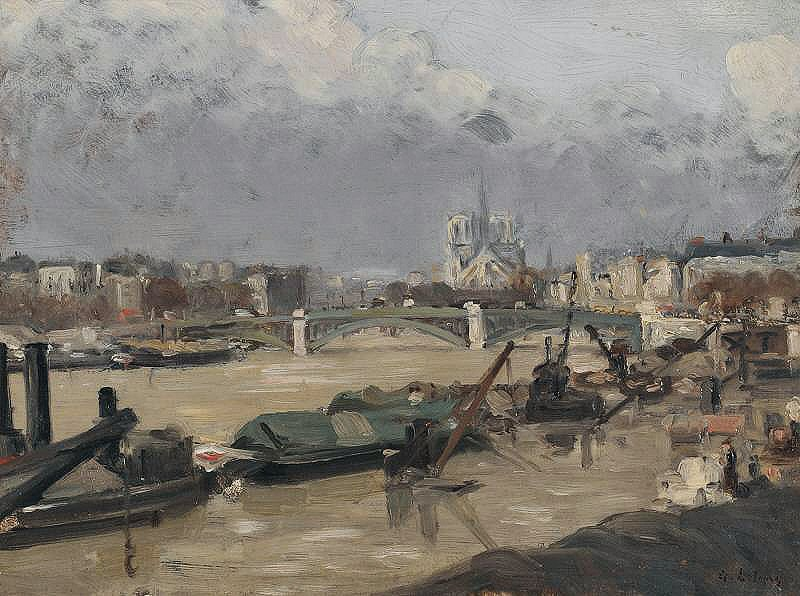
Il ponte, parte sud, verso il 1900 (dipinto di Albert Lebourg); sullo sfondo, Notre-Dame.
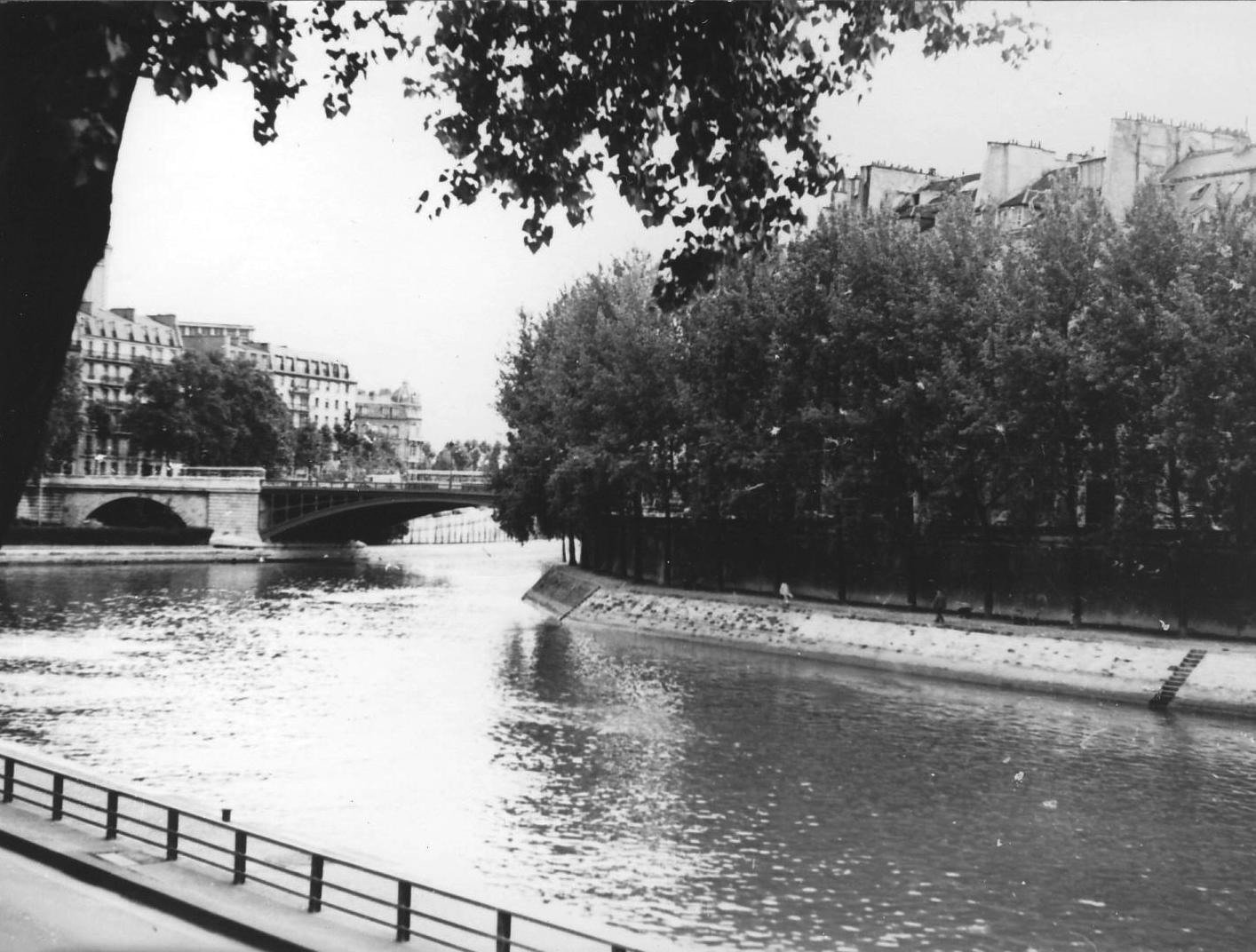
Parte nord del ponte nel 1981

## Architettura
Questo "doppio ponte" è opera degli ingegneri Paul Vaudrey e Gustave Brosselin. Essi gli hanno conferito un angolo di circa 45º rispetto alle rive, ciò che permette loro di offrire una splendida vista dell'île Saint-Louis e della cattedrale di Notre Dame. La parte sud, la più lunga (159 metri), è costituita da tre archi in ghisa di rispettivamente 46, 49 e 46 metri, mentre la parte nord attraversa il breve tratto della Senna con un arco centrale di 46 metri e due di 15 in muratura. La larghezza del ponte è 20  (12 metri per la carreggiata e 8 per i marciapiedi). 

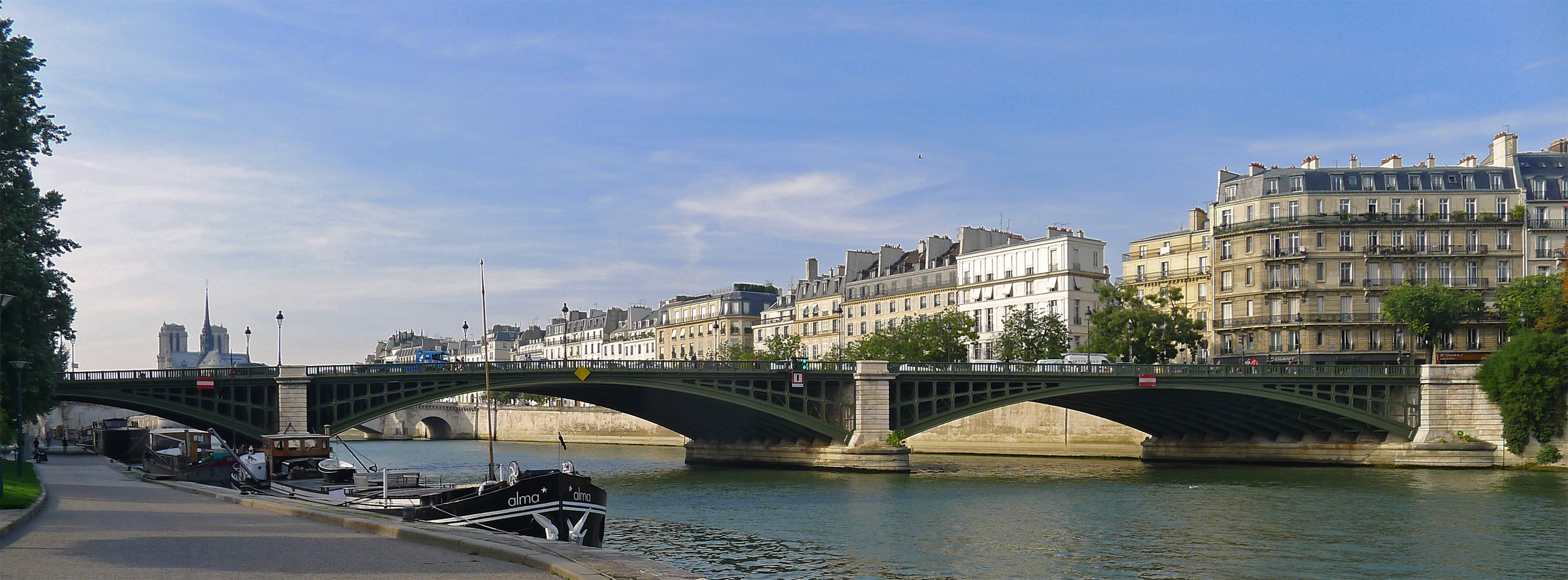
Parte sud.
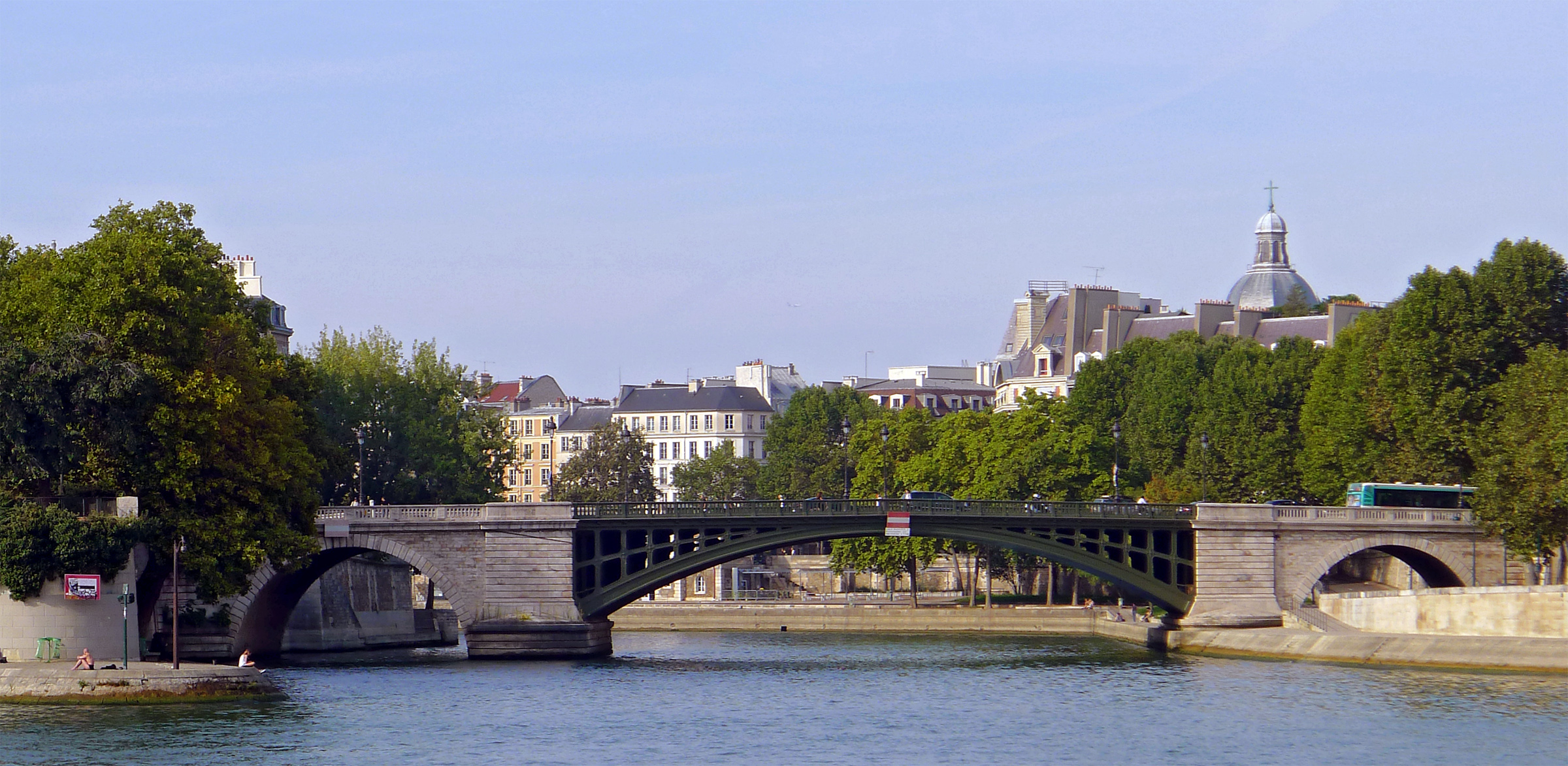
Parte nord.

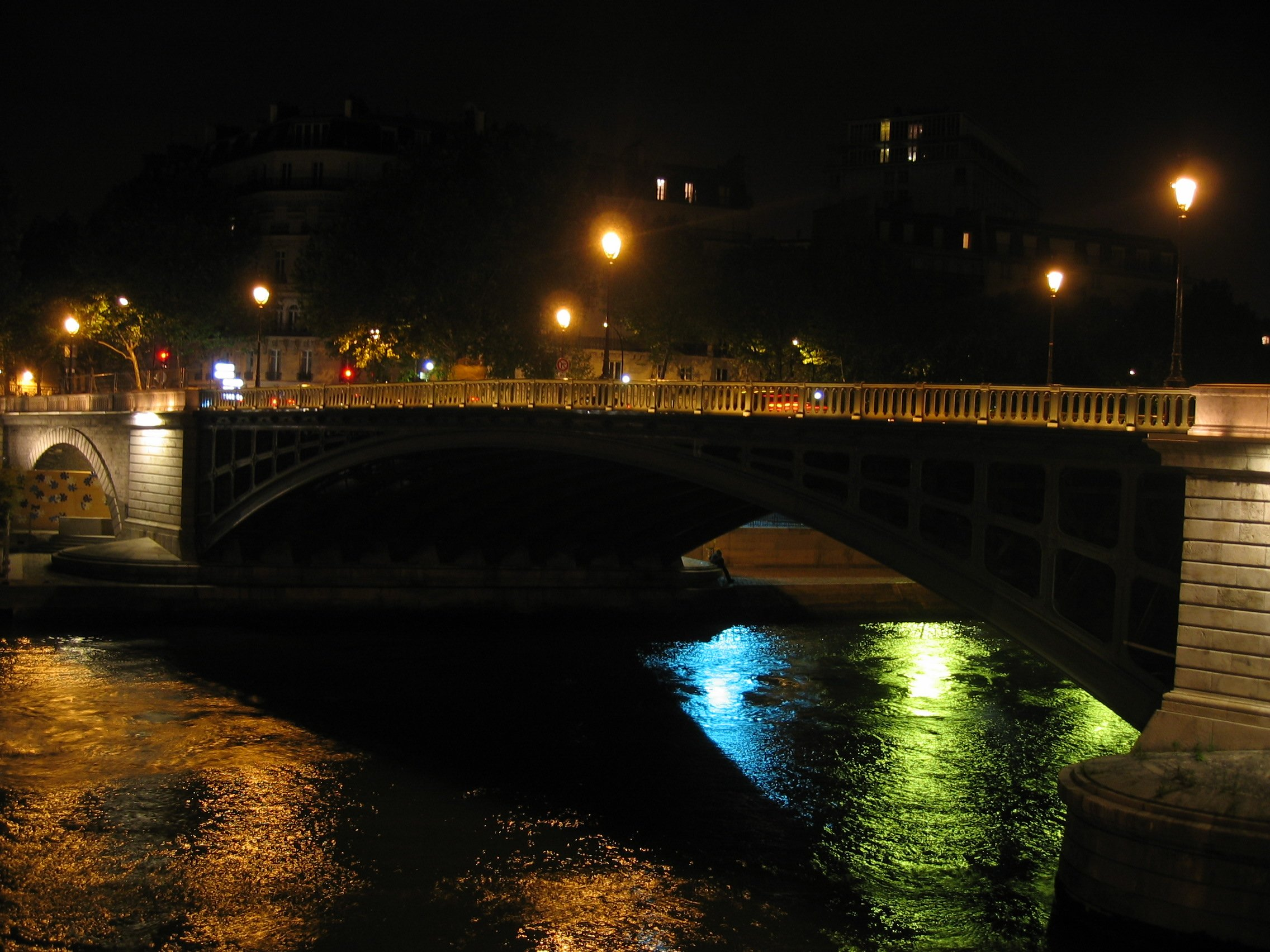
Il ponte di notte.
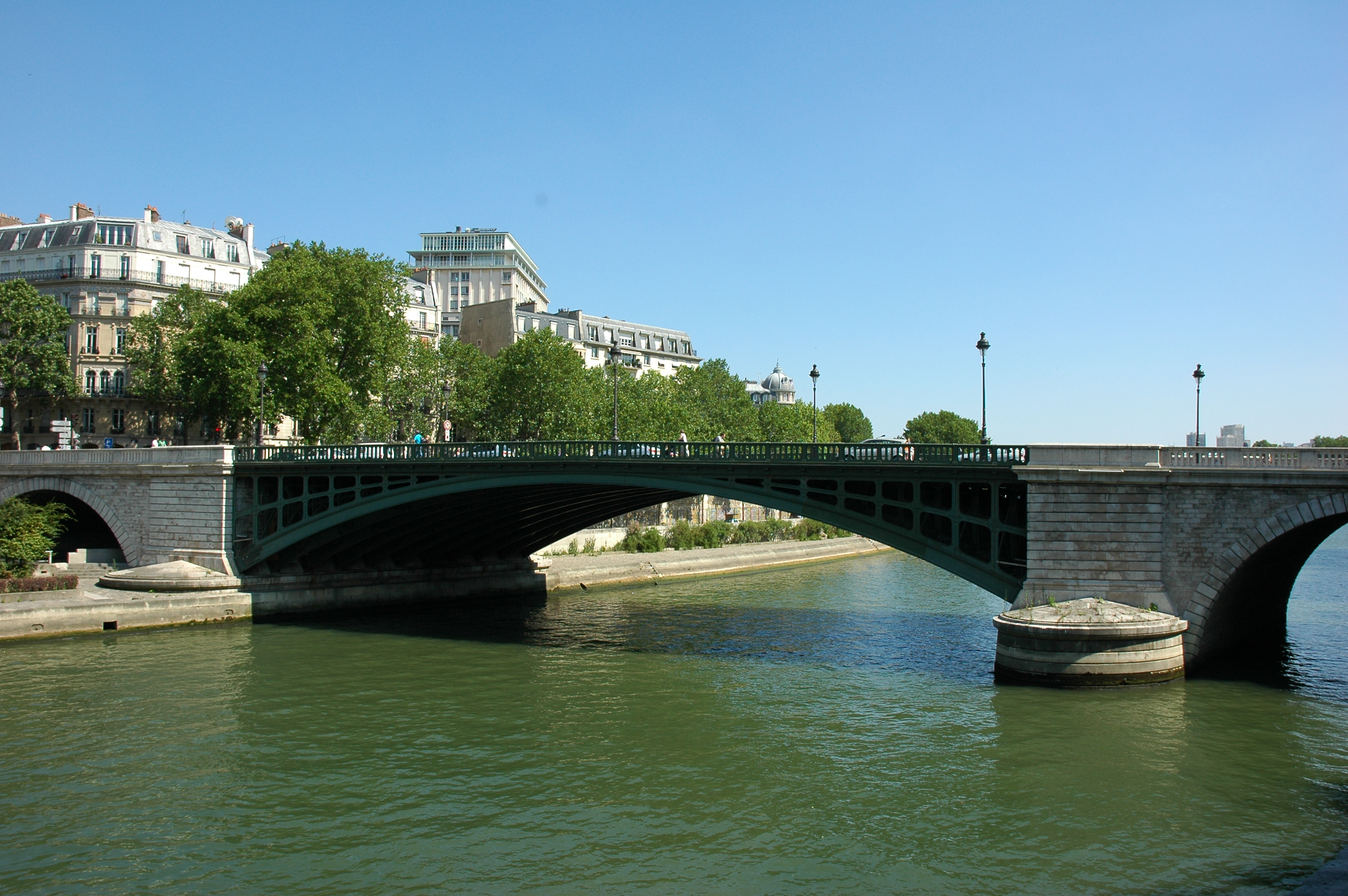
Il ponte di giorno.
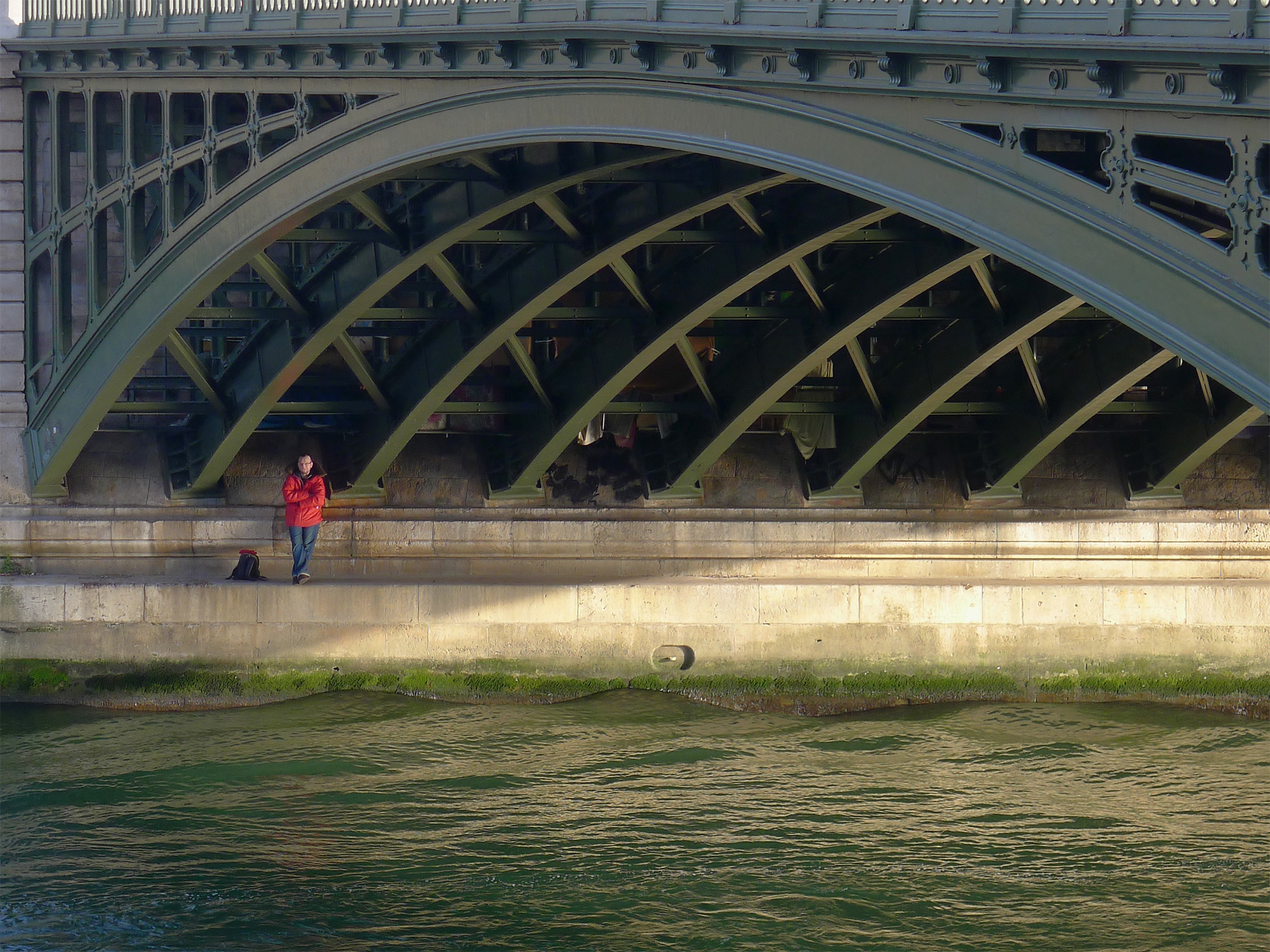
Strutture della parte nord.

## Trasporti pubblici
Esso è servito dal Métro con la stazione di Sully - Morland.